# Horní Loděnice
Horní Loděnice là một làng thuộc huyện Olomouc, vùng Olomoucký, Cộng hòa Séc.